# Prva liga Srbije i Crne Gore
Prva liga Srbije i Crne Gore (srb. Прва лига Србије и Црне Горе) powstała w 1992 roku jako Prva liga SR Јugoslavije – jedna z lig po rozpadzie Socjalistycznej Jugosławii. Była najwyższą klasą rozgrywkową w Federalnej Republice Jugosławii, a później od 2003 roku w Serbii i Czarnogórze jako Prva liga Srbije i Crne Gore (4 lutego 2003 roku – FR Jugosławii została rozwiązana, a w jej miejscu powstało państwo związkowe Serbia i Czarnogóra). Przed startem sezonu 2004/05 liga zmieniła nazwę z Prva liga Srbije i Crne Gore na Super liga Srbije i Crne Gore.
Liga została rozwiązana w 2006 roku (w wyniku przeprowadzonego 21 maja 2006 referendum niepodległościowego zadeklarowano zerwanie dotychczas istniejącej federacji Czarnogóry z Serbią, w związku z tym po sezonie 2005/06 wszystkie czarnogórskie zespoły wystąpiły z ligi Serbii i Czarnogóry). W ostatnim sezonie 2005/06 w Super lidze Srbije i Crne Gore występowało 16 drużyn.

## Drużyny występujące w sezonie 2005/06

### drużyny serbskie
| Klub                       | Miasto               |
| -------------------------- | -------------------- |
| FK Borac Čačak             | Čačak                |
| FK Budućnost Banatski Dvor | Banatski Dvor        |
| FK Crvena zvezda           | Belgrad-Savski Venac |
| FK Hajduk Kula             | Kula                 |
| FK Javor Ivanjica          | Ivanjica             |
| FK Obilić Belgrad          | Belgrad-Stari Grad   |
| FK Partizan                | Belgrad-Savski Venac |
| FK Rad                     | Belgrad-Savski Venac |
| FK Smederevo               | Smederevo            |
| FK Vojvodina Nowy Sad      | Nowy Sad             |
| FK Voždovac                | Belgrad-Voždovac     |
| FK Zemun                   | Belgrad-Zemun        |
| OFK Beograd                | Belgrad-Palilula     |

### drużyny czarnogórskie
| Klub                      | Miasto       |
| ------------------------- | ------------ |
| FK Budućnost Podgorica    | Podgorica    |
| FK Jedinstvo Bijelo Polje | Bijelo Polje |
| FK Zeta Golubovci         | Golubovci    |

## Mistrzowie i pozostali medaliści
| Sezon                        | K | K | T | Mistrz           | Wicemistrz       | III miejsce      | Br. | Król strzelców                                                 | Uwagi                   |
| Prva liga SR Jugoslavije     |   |   |   |                  |                  |                  |     |                                                                |                         |
| 1992/93                      |   |   | 1 | Partizan Belgrad | Crvena zvezda    | FK Vojvodina     | 22  | Anto Drobnjak (Crvena zvezda), Vesko Mihajlović (FK Vojvodina) | 19 klubów               |
| 1993/94                      |   |   | 2 | Partizan Belgrad | Crvena zvezda    | FK Rad           | 21  | Savo Milošević (Partizan Belgrad)                              | 20 klubów, 2gr.+2 rundy |
| 1994/95                      |   |   | 1 | Crvena zvezda    | Partizan Belgrad | FK Vojvodina     | 30  | Savo Milošević (Partizan Belgrad)                              | 20 klubów, 2gr.+2 rundy |
| 1995/96                      |   |   | 3 | Partizan Belgrad | Crvena zvezda    | FK Vojvodina     | 23  | Vojislav Budimirović (Čukarički Stankom)                       | 20 klubów, 2gr.+2 rundy |
| 1996/97                      |   |   | 4 | Partizan Belgrad | Crvena zvezda    | FK Vojvodina     | 21  | Zoran Jovičić (Čukarički Stankom)                              | 12 klubów               |
| 1997/98                      |   |   | 1 | Obilić Belgrad   | Crvena zvezda    | Partizan Belgrad | 27  | Saša Marković (Železnik Belgrad/Crvena zvezda)                 | 12 klubów               |
| 1998/991                     |   |   | 5 | Partizan Belgrad | Obilić Belgrad   | Crvena zvezda    | 16  | Dejan Osmanović (Hajduk Kula)                                  | 18 klubów               |
| 1999/00                      |   |   | 2 | Crvena zvezda    | Partizan Belgrad | Obilić Belgrad   | 27  | Mateja Kežman (Partizan Belgrad)                               | 21 klubów               |
| 2000/01                      |   |   | 3 | Crvena zvezda    | Partizan Belgrad | Obilić Belgrad   | 27  | Petar Divić (OFK Beograd)                                      | 18 klubów               |
| 2001/02                      |   |   | 6 | Partizan Belgrad | Crvena zvezda    | FK Smederevo     | 27  | Zoran Đurašković (Mladost Lučani)                              | 18 klubów               |
| 2002/032                     |   |   | 7 | Partizan Belgrad | Crvena zvezda    | OFK Beograd      | 22  | Zvonimir Vukić (Partizan Belgrad)                              | 18 klubów               |
| Prva liga Srbije i Crne Gore |   |   |   |                  |                  |                  |     |                                                                |                         |
| 2003/04                      |   |   | 4 | Crvena zvezda    | Partizan Belgrad | Železnik Belgrad | 19  | Nikola Žigić (Crvena zvezda)                                   | 16 klubów               |
| 2004/053                     |   |   | 8 | Partizan Belgrad | Crvena zvezda    | Zeta Golubovci   | 21  | Marko Pantelić (Crvena zvezda)                                 | 16 klubów               |
| 2005/064                     |   |   | 5 | Crvena zvezda    | Partizan Belgrad | FK Voždovac      | 20  | Srđan Radonjić (Partizan Belgrad)                              | 16 klubów               |

Uwagi:
1 W marcu 1999 rozpoczęły się naloty sił NATO na FR Jugosławii (operacja Allied Force), wskutek których doszło do przerwania rozgrywek sezonu 1998/99 po 24 kolejkach. Rozgrywki nie zostały dokończone, a tytuł przyznano aktualnemu liderowi, drużynie Partizan Belgrad.
2 4 lutego 2003 – Federalna Republika Jugosławii została rozwiązana, a w jej miejscu powstało państwo związkowe nazwane Serbią i Czarnogórą, w związku z tym od sezonu 2003/04 Prva liga SR Јugoslavije zmieniła nazwę na Prva liga Srbije i Crne Gore.
3 Przed startem sezonu 2004/05 liga zmieniła nazwę z Prva liga Srbije i Crne Gore na Super liga Srbije i Crne Gore.
4 W wyniku przeprowadzonego 21 maja 2006 referendum niepodległościowego zadeklarowano zerwanie dotychczas istniejącej federacji Czarnogóry z Serbią (Serbia i Czarnogóra). W związku z tym po sezonie 2005/06 wszystkie czarnogórskie zespoły wystąpiły z ligi Serbii i Czarnogóry, a od nowego sezonu 2006/07 przystąpiły do rozgrywek Prvej crnogorskiej ligi.

## Statystyka
| Lp. | Klub             | Miejsca na podium | Miejsca na podium | Miejsca na podium | Zwycięskie sezony                             |   |   |                                                                        |
| --- | ---------------- | ----------------- | ----------------- | ----------------- | --------------------------------------------- | - | - | ---------------------------------------------------------------------- |
| Lp. | Klub             | 1.                | Partizan Belgrad  | 8                 | Zwycięskie sezony                             | 5 | 1 | 1992/93, 1993/94, 1995/96, 1996/97, 1998/99, 2001/02, 2002/03, 2004/05 |
| 2.  | Crvena zvezda    | 5                 | 8                 | 1                 | 1994/95, 1999/2000, 2000/01, 2003/04, 2005/06 |   |   |                                                                        |
| 3.  | Obilić Belgrad   | 1                 | 1                 | 2                 | 1997/98                                       |   |   |                                                                        |
| 4.  | FK Vojvodina     | 0                 | 0                 | 4                 |                                               |   |   |                                                                        |
| 5.  | OFK Beograd      | 0                 | 0                 | 1                 |                                               |   |   |                                                                        |
| 5.  | FK Rad           | 0                 | 0                 | 1                 |                                               |   |   |                                                                        |
| 5.  | FK Smederevo     | 0                 | 0                 | 1                 |                                               |   |   |                                                                        |
| 5.  | FK Voždovac      | 0                 | 0                 | 1                 |                                               |   |   |                                                                        |
| 5.  | Zeta Golubovci   | 0                 | 0                 | 1                 |                                               |   |   |                                                                        |
| 5.  | Železnik Belgrad | 0                 | 0                 | 1                 |                                               |   |   |                                                                        |